# Сатаєв Євген Олександрович
Євген Олександрович Сатаєв (нар. 23 липня 1944, Запоріжжя, УРСР — пом. 2000, Запоріжжя, Україна) — радянський футболіст, нападник. Майстер спорту СРСР з 1970 року.

## Життєпис
Вихованець ДЮСШ «Металург» Запоріжжя. За дорослу команду «металургів» дебютував у 18-річному віці. У першому сезоні в «класі Б» провів 22 матчі і забив п'ять м'ячів. Наступного сезону Євгена запрошують в команду класу «А» — харківський «Авангард». Однак пробитися в основну команду Сатаева не вдалося, проводив матчі тільки за дублюючий склад. Потім повернувся в «клас Б» до дніпропетровського «Дніпра». Наступного сезону знову спробував себе в «класі А» в армійських командах Одеси і Ростова-на-Дону, а потім знову в Дніпропетровську. У 1968 році прийняв запрошення луганської «Зорі», але й тут не затримався, провівши за луганчан один сезон. Виходив в основному на заміни, але й за цей період зумів двічі відзначитися. Після його точних ударів були засмучені воротарі кутаїського «Торпедо» й бакинського «Нефтчі». Завершував кар'єру в миколаївському «Суднобудівнику». Миколаївська команда стала єдиною, в якій Євген провів більше двох сезонів. У складі «Суднобудівника» ставав бронзовим (1973) і срібним (1971) призером чемпіонату УРСР. Двічі ставав найкращим бомбардиром команди в сезоні (1970 самостійно і 1971 року — розділив звання з Євгеном Дерев'ягою).
Помер у 2000 році в Запоріжжі.